# Élections étatiques de 2022 dans l'État d'Oaxaca
Les élections étatiques de 2022 dans l'État d'Oaxaca se tiennent le 5 juin 2022, afin d'élire le gouverneur de l'État d'Oaxaca pour un mandat de 6 ans.

État d'Oaxaca.

## Mode de scrutin
Le gouverneur est élu au scrutin uninominal majoritaire à un tour.

## Résultats
|                        | Ensemble, nous faisons l'histoire - Mouvement de régénération nationale (MORENA) - Parti du travail (PT) - Parti vert écologiste du Mexique (PVEM) - Parti Unité populaire (PUP) | Salomón Jara Cruz (MORENA)     | 696 488   | 62,53 |  |  |
|                        | C'est pour Oaxaca - Parti révolutionnaire institutionnel (PRI) - Parti de la révolution démocratique (PRD)                                                                       | Alejandro Avilés Álvarez (PRI) | 287 998   | 25,86 |  |  |
|                        | Parti action nationale (PAN) | Natividad Díaz Jiménez         | 43 275    | 3,88  |  |  |
|                        | Mouvement citoyen (MC) | Alejandra García Morlan        | 37 649    | 3,38  |  |  |
|                        | Indépendant | Mauricio Cruz Vargas           | 21 136    | 1,90  |  |  |
|                        | Parti nouvelle alliance (PNA) | Bersahin López López           | 18 586    | 1,67  |  |  |
|                        | Indépendant | Jesús López Rodríguez          | 8 723     | 0,74  |  |  |
|                        | |                                |           |       |  |  |
| Suffrages exprimés     | Suffrages exprimés | Suffrages exprimés             | 1 113 855 | 96,86 |  |  |
| Votes nuls             | Votes nuls | Votes nuls                     | 36 080    | 3,14  |  |  |
| Total                  | Total | Total                          | 1 149 935 | 100   |  |  |
| Abstention             | Abstention | Abstention                     | 1 800 370 | 61,02 |  |  |
| Inscrits/Participation | Inscrits/Participation | Inscrits/Participation         | 2 950 305 | 38,98 |  |  |